# Bixby (virtuální asistent)
Bixby je virtuální asistent vyvinutý společností Samsung Electronics.
Samsung 20. března 2017 oznámil, že se chystá vydat hlasového digitálního asistenta jménem "Bixby". Bixby byl představen společně s Samsung Galaxy S8 a S8+ v průběhu Samsung Galaxy Unpacked 2017 event, která se konala 29. března 2017. Některé součásti Bixby mohou být také staženy pomocí apk balíčku i na starší Galaxy zařízení s operačním systémem Android Nougat.
Bixby představuje hlavní předělanou aplikaci S Voice, kterou Samsung představil v roce 2012 společně s Galaxy S II.
V květnu roku 2017, Samsung oznámil, že Bixby bude zařazen do série Family Hub 2.0, což je první produkt, ke kterému není potřeba mobilní telefon a byl do něj přidán virtuální asistent Bixby.

## Funkce
Bixby se skládá ze čtyř aplikací. Jsou to Bixby Voice, Bixby Vision, Bixby Home a Bixby Reminder.
Bixby Voice může uživatel spustit tím, že někomu zatelefonuje nebo stiskne a přidrží tlačítko umístěné pod tlačítky hlasitosti, nazvané Bixby Button. Chvíli před představením telefonu bylo tlačítko Bixby Button přeprogramované a uživatel si jej mohl nastavit na otevření dalších aplikací nebo asistentů, například konkurenčnímu Google Assistant. Pár dní před spuštěním prodeje telefonu Galaxy S8 byla tato funkce odstraněna firmwarovou aktualizací.
Bixby Vision je umístěn do systémové aplikace fotoaparát a může identifikovat objekty v reálném čase, vyhledávát pro ně různé služby, nabídnout výrobek k nákupu, je-li nákup k dispozici. Bixby je také schopen překládat text, přečíst QR kódy a poznat památky.
Bixby Home (s příchodem OneUI 2.0 už jen jako Samsung Daily) lze nalézt přejetím zleva doprava na domovské obrazovce. Můžete vertikálně rolovat seznamem informací, které Bixby připravil. Může komunikovat například s počasím nebo fitness aktivitami (s předinstalované aplikace Samsung Health).
Bixby podporuje více jazyků, včetně angličtiny, korejštiny, němčiny, italštiny, čínštiny .atd Tyto jazyky podporují kontextové a vizuální vyhledávání.
V listopadu 2019 se Bixby dostalo dalšího rozšíření s plánovanou implementací do dalších druhů chytrých zařízení od Samsungu.

## Jazyk a dostupnost zemí
Samsung neustále rozšiřuje svou nabídku jazyků, a nyní již podporuje více než 10 jazyků včetně 6. dubna 2017 představené němčiny. Bixby v korejštině byl spuštěn 1. května 2017.
Bixby je dostupný celosvětově avšak je limitován úzkou nabídkou jazyků. Čínská verze Bixbyho je k dispozici pouze na zařízeních, které se oficiálně prodávají v Číně.

## Kompatibilní zařízení

#### Galaxy S
- Samsung Galaxy S22
- Samsung Galaxy S21
- Samsung Galaxy S8 (včetně S8+) a vyšší
- Samsung Galaxy S7 (včetně S7 Edge s Bixby Home a Bixby Reminder jen přes apk soubor)
- Samsung Galaxy S6 (včetně S6 Edge s Bixby Home a Bixby Reminder jen přes apk soubor)
- starší již nejsou kvůli starší verzi android kompatibilní.

#### Galaxy Note
- Samsung Galaxy Note Fan Edition (jen Bixby Home a Bixby Reminder)
- Samsung Galaxy Note 8
- Samsung Galaxy Note 9 a vyšší

#### Galaxy A
- Samsung Galaxy A7 (2017) (dostupné uživatelům v Jižní Koreji (sídlo Samsungu) jen Bixby Home a Bixby Reminder)[15]
- Samsung Galaxy Tab A 8.0 (2017) (jen Bixby Home a Bixby Reminder only)[16]
- Samsung Galaxy A50

#### Galaxy J
- Samsung Galaxy J3 (2016) (Bixby Home přes apk soubor)
- Samsung Galaxy J5 (2016) (Bixby Home přes apk soubor)
- Samsung Galaxy J7 (2016) (Bixby Home přes apk soubor)
- Samsung Galaxy J3 (2017) (Bixby Home přes apk soubor)
- Samsung Galaxy J5 (2017) (Bixby Home přes apk soubor)
- Samsung Galaxy J7 (2017) (Bixby Home přes apk soubor)

- Samsung Galaxy J7+ (2017) (jen Bixby Home a Bixby Reminder)

### Chytré reproduktory
- Samsung Galaxy Home